# USS Jenkins (DD-447)
«Дженкінс» (англ. USS Jenkins (DD-447) — військовий корабель, ескадрений міноносець типу «Флетчер» військово-морських сил США за часів Другої світової війни.
«Дженкінс» був закладений 12 червня 1941 року на верфі Federal Shipbuilding and Drydock Company у Карні, штат Нью-Джерсі, де 31 травня 1942 року корабель був спущений на воду. 23 червня 1943 року він увійшов до складу ВМС США.

## Історія

### 1942

#### Середземне море
У листопаді 1942 року ескадрений міноносець «Дженкінс» включений до складу сил союзного флоту, що діяли за планом операції «Смолоскип» з висадки морського десанту на узбережжя Французької Північної Африки. Опівночі 8 листопада 1942 року кораблі Центральної десантної групи підійшли до берега на відстань 8 миль від Федали. О 6:00 ранку десантно-висадочні засоби з десантом на борту вирушили в напрямку берега. Незабаром до узбережжя на відстань відкриття артилерійського вогню наблизилися лінкор «Массачусетс», важкі крейсери «Вічита» і «Тускалуза», есмінці «Мейрант», «Райнд», «Вейнрайт» та «Дженкінс», які почали гатити по позиціях французів. У свою чергу флот Віші відкрив вогонь з берегових батарей та лінкора «Жан Бар». Але вже на сьомому пострілі французький лінкор був уражений американськими артилеристами 410-мм снарядом; влучний постріл заклинив башту й корабель замовчав.
На початку 1943 року есмінець діяв разом з крейсерами «Ліндер», «Гонолулу» та «Сент-Луїс» та дев'ятьма есмінцями увійшов до Оперативної групи флоту 36.1 (англ. Task Group 36.1)
6 липня 1943 року в затоці Кула сталася битва, в якій «Дженкінс» узяв участь. Бій завершився з невизначеним результатом, проте американцям вдалося зірвати доставку підкріплення японським військам їхнім флотом.
13 липня 1943 року оперативна група 36.1 зіткнулась поблизу Соломонових островів у біля острову Коломбангара з японською ескадрою контрадмірала Сундзі Ідзагі. У швидкоплинній битві японський легкий крейсер «Дзінцу» був потоплений, а усі три союзні крейсери дістали серйозних пошкоджень торпедами від противника.